# Martinsburg (Iowa)
Pour les articles homonymes, voir Martinsburg (homonymie).
Martinsburg est une ville du  comté de Keokuk, en Iowa, aux États-Unis. Elle est  incorporée le 30 décembre 1887.

## Source de la traduction
- (en) Cet article est partiellement ou en totalité issu de l’article de Wikipédia en anglais intitulé « Martinsburg, Iowa » (voir la liste des auteurs).